# Claude Lemoine
Claude Lemoine (* 1932) ist ein französischer Schachspieler und Journalist.
Ende der 1950er Jahre gehörte Lemoine zu den stärksten französischen Schachspielern, er gewann 1958 die französische Meisterschaft und nahm mit Frankreich an der Schacholympiade 1958 in München, an der Mannschaftsweltmeisterschaft der Studenten 1959 in Budapest und am Clare Benedict Cup 1957 in Bern teil.
Danach konzentrierte sich Lemoine auf seine berufliche Laufbahn, er führte jahrelang die Schach-Kolumne der Zeitung Le Monde und war Direktor von France Régions 3.